# هانز فروم
هانز فروم (بالألمانية: Hans Fromm) (و. 1961 – م) هو مصور سينمائي من ألمانيا. ولد في ميونخ.

## وصلات خارجية
- هانز فروم على موقع IMDb (الإنجليزية)
- هانز فروم على موقع قاعدة بيانات الأفلام العربية
- هانز فروم على موقع ألو سيني (الفرنسية)
- هانز فروم على موقع أول موفي (الإنجليزية)
- هانز فروم على موقع قاعدة بيانات الأفلام السويدية (السويدية)
- هانز فروم على موقع قاعدة بيانات الفيلم (الإنجليزية)
- هانز فروم على موقع كينوبويسك (الروسية)